# Finlandia-hal
De Finlandia-hal (Fins: Finlandia-talo, Zweeds: Finlandiahuset) is een congres- en evenementenhal aan de Mannerheimweg in de Finse hoofdstad Helsinki. Het is een van de bekendste gebouwen ontworpen door de beroemde Finse architect Alvar Aalto en trekt daardoor jaarlijks veel toeristen.

## Geschiedenis
De eerste ontwerpen voor het gebouw waren er al in 1962. De bouw vond vervolgens plaats van 1967 tot 1971. Het werd op 2 december datzelfde jaar geopend met een serie grote klassieke concerten. Daarna is het gebouw nog twee keer uitgebreid. Een in 1970 ontworpen congresvleugel werd gebouwd tussen 1973 en 1975 en later in 2011 kwam er nog een kleinere uitbreiding.